# Folsom Street Fair
La Folsom Street Fair (Feria de la calle Folsom, en español) tiene lugar cada año en esta calle de San Francisco, California (Estados Unidos), el último domingo de septiembre, clausurando la Semana del orgullo del cuero (Leather Pride Week en inglés). La Feria de la calle Folsom, a veces llamada simplemente como Folsom, se desarrolla en la calle homónima entre las calles 8 y 13, al sur de la calle Market (en el distrito South of Market).
Tuvo su primera edición el 23 de septiembre de 1984, siendo producida por Teri Anne y Chuck Stevens, y se ha convertido en el mayor acontecimiento de la cultura del cuero del mundo. Se trata de un evento sin ánimo de lucro organizado con las donaciones recogidas en las entradas del recinto y con diversas actividades de colecta de fondos que tienen lugar durante el festival, como juegos de todo tipo, bebidas e incluso cabinas de azotes para sacar provecho al exhibicionismo adulto.

## Historia y desarrollo

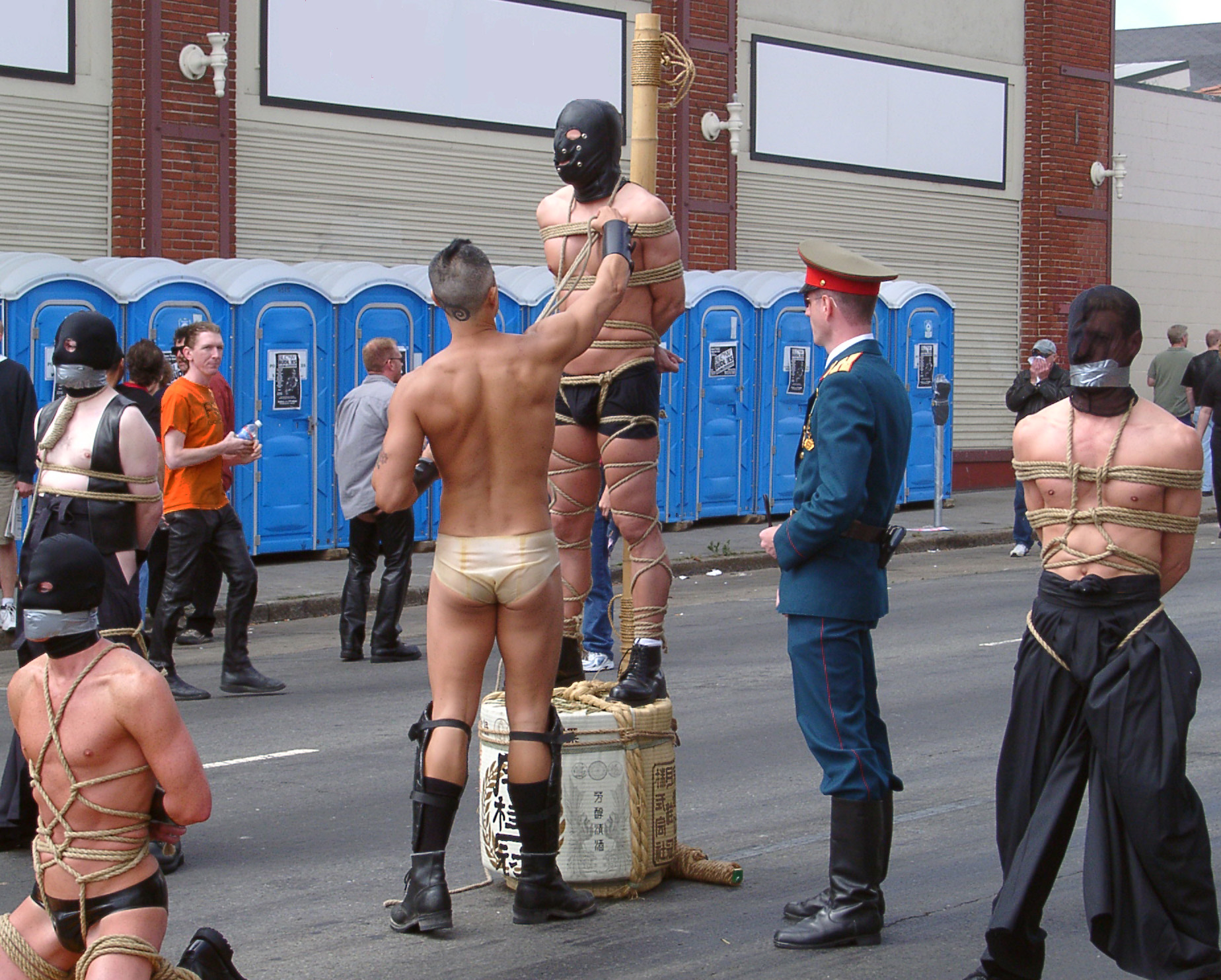
Demostración de bondage en la Feria de Folsom del 2003.

Como es una de las pocas ocasiones en que algunas actividades BDSM son promocionadas y practicadas en público, cada año atrae a un buen número de curiosos y de gente que disfruta siendo el centro de atención de cientos de fotógrafos y videografos. Aunque los atuendos y actividades practicadas pueden ser un poco extremas, el evento suele ser muy pacífico e inofensivo. Los organizadores de la feria cuentan con la asistencia voluntaria de muchos grupos y asociaciones muy conocidos en la ciudad de San Francisco, tales com las Hermanas de la Perpetua Indulgencia. La metodología emula la de otras ferias callejeras como el Sábado Rosa (Pink Saturday) de las Hermanas de la Perpetua Indulgencia, la Feria de la Calle Castro y el Love Fest de San Francisco. Las donaciones a la entrada de la calle alcanzaron los $300,000 en el año 2006.
La feria atrae anualmente a unos 400,000 visitantes incluyendo fanes del cuero de todo el mundo. El dinero recogido cada año en la Feria de Folsom se destina a diversas organizaciones caritativas locales, sobre todo a las que trabajan con la problemática del Sida. El evento genera unas ganancias de más de 250,000 cada año para estas organizaciones.

### Folsom Street East

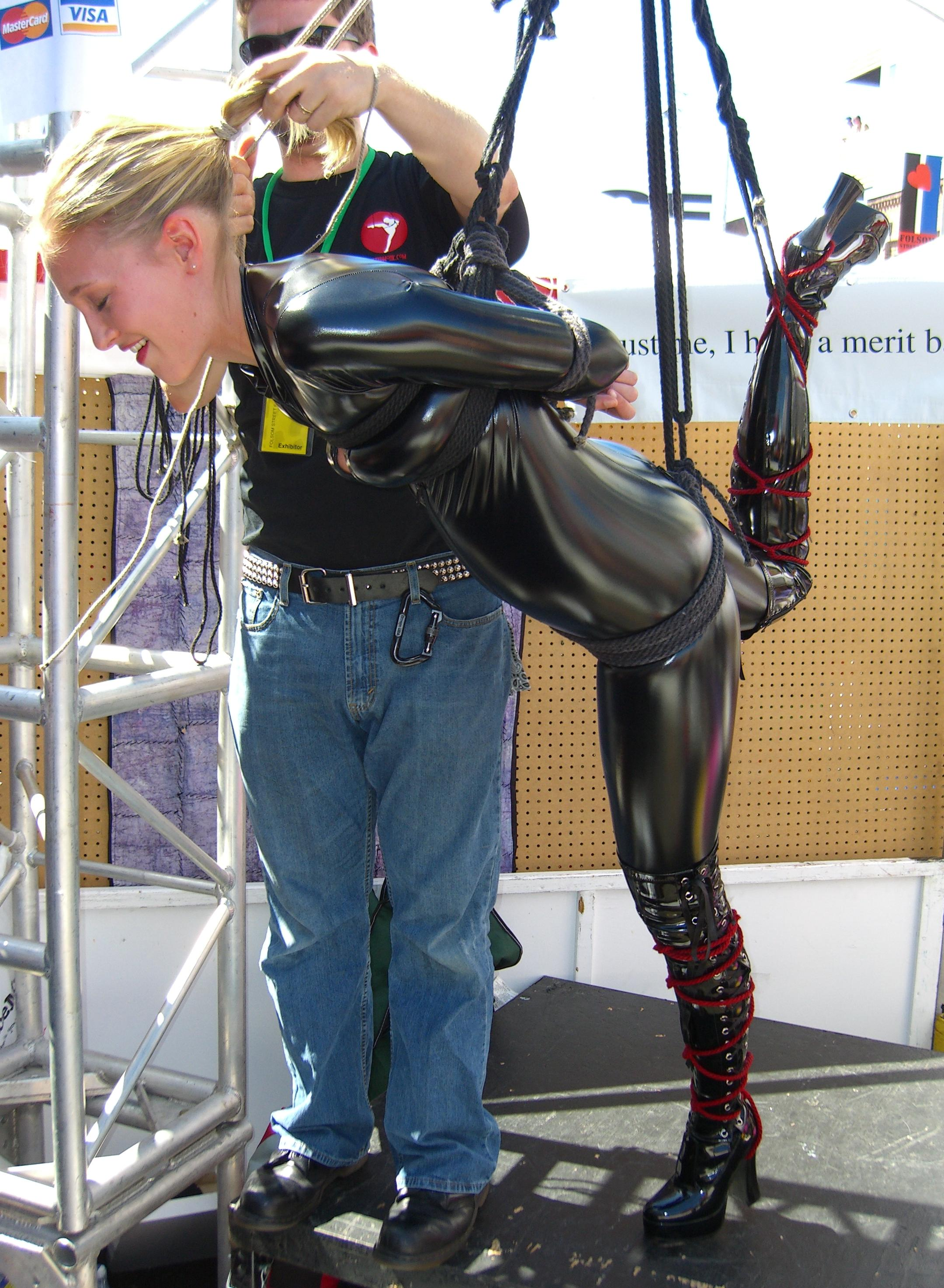
Demostración de una suspensión parcial de Bondage en la Feria de Folsom de 2005.

En 1997 se empezó a organizar un evento similar más pequeño llamado Folsom Street East (Calle Folsom Este en español) en Nueva York.

### Folsom Europe
Folsom Europe se estableció en Berlín en 2003 para llevar el concepto de festival del cuero sin ánimo de lucro de la Feria de Folsom de San Francisco a Europa.